# نیاب (سربیشه)
نیاب یک روستا در ایران است که در بخش مرکزی شهرستان سربیشه واقع شده‌است. نیاب ۷۷ نفر جمعیت دارد.